# Квантовая электроника
Ква́нтовая электро́ника — область физики, изучающая методы усиления и генерации электромагнитного излучения, основанные на использовании явления вынужденного излучения в неравновесных квантовых системах, а также свойства получаемых таким образом усилителей и генераторов и их применение в электронных приборах.

## Физические основы квантовой электроники
С точки зрения классической электроники генерация электромагнитного излучения осуществляется за счёт кинетической энергии свободных электронов, согласованно движущихся в колебательном контуре. В соответствии с представлениями квантовой электроники энергия излучения берётся из внутренней энергии квантовых систем (атомов, молекул, ионов), высвобождаемой при излучательных переходах между её уровнями энергии. Излучательные переходы бывают двух видов — спонтанное излучение и вынужденное излучение. При спонтанном излучении возбуждённая система самопроизвольно, без внешних воздействий испускает фотон, характеристики которого (частота, поляризация, направление распространения) никоим образом не связаны с характеристиками фотонов, испускаемых другими частицами. Принципиально иная ситуация наблюдается при вынужденном испускании фотона под воздействием внешнего излучения той же частоты. При этом образуется фотон с точно теми же свойствами, что и у фотонов, вызвавших его появление, то есть формируется когерентное излучение. Наконец, имеет место процесс поглощения фотонов из внешнего излучения, противоположный вынужденному испусканию.
Обычно поглощение преобладает над вынужденным излучением. Если бы можно было добиться обратной ситуации, в веществе произошло бы усиление исходной внешней (вынуждающей) волны. Рассмотрим переходы между уровнями энергии {\displaystyle E_{i}} и {\displaystyle E_{k}}, характеризуемые частотой {\displaystyle \nu }, так что {\displaystyle h\nu =E_{i}-E_{k}^{}} ({\displaystyle h} — постоянная Планка). Вероятности переходов определяются через т. наз. коэффициенты Эйнштейна {\displaystyle A} и {\displaystyle B}:
- для спонтанных переходов {\displaystyle w_{ik}^{s}=A_{ik}},
- для поглощения {\displaystyle w_{ki}=B_{ki}\rho _{\nu }^{}},
- для вынужденного излучения {\displaystyle w_{ik}=B_{ik}\rho _{\nu }^{}} ({\displaystyle \rho _{\nu }^{}} — спектральная объёмная плотность энергии).

При этом {\displaystyle A_{ik}={\frac {8\pi h\nu ^{3}}{c^{3}}}B_{ik}}, {\displaystyle B_{ki}=B_{ik}={\frac {32\pi ^{3}}{3}}{\frac {d_{ik}^{2}}{h^{2}}}} (уровни считаются невырожденными). Изменение плотности энергии электромагнитной волны равно разности испускаемой и поглощаемой в вынужденных процессах энергии и пропорционально разности населённостей уровней:
{\displaystyle (n_{i}-n_{k})h\nu B_{ik}\rho _{\nu }^{}}.
В состоянии термодинамического равновесия населённости подчиняются распределению Больцмана, так что
{\displaystyle n_{i}=n_{k}\exp {(-h\nu /kT)}<n_{k}^{}},
поэтому энергия поглощается системой и волна ослабляется. Чтобы волна усиливалась, необходимо, чтобы выполнялось условие {\displaystyle n_{i}>n_{k}^{}}, то есть система оказалась в неравновесном состоянии. Такую ситуацию, когда населённость верхнего уровня больше, чем нижнего, называют инверсией населённостей, или системой с отрицательной температурой. Это состояние системы характеризуется отрицательным значением показателя поглощения, то есть происходит усиление электромагнитной волны.
Создать инверсию населённостей можно лишь затратив энергию — так называемую энергию накачки. Среда с инверсией населённостей называется активной. Таким образом, в активной среде можно получить когерентное усиление излучения. Чтобы превратить усилитель в генератор, необходимо поместить среду в систему положительной обратной связи, возвращающей часть излучения назад в среду. Для создания обратной связи используются объёмные и открытые резонаторы. Наконец, для создания устойчивой генерации необходимо превышение энергии вынужденного излучения над потерями энергии (рассеяние, нагрев среды, полезное излучение), что приводит к требованию превышения мощности накачки определённого порогового значения.
Феменологическая теория Эйнштейна была построена для случая, когда излучатель находится в свободном пространстве и который излучает в бесконечное число мод пространства. При размещении излучателя в пространство с ограниченным числом мод коэффициенты Эйнштейна {\displaystyle A_{ik},B_{ik}} меняются, см. статью о Пёрселл-факторе

## Из истории квантовой электроники

### Предпосылки
Представление о вынужденном излучении было введено А. Эйнштейном в 1917 году на основе термодинамических соображений и было использовано для получения формулы Планка. В 1940 году В. А. Фабрикант предложил использовать вынужденное испускание для усиления света, однако в то время эта идея не была оценена. Непосредственным предшественником квантовой электроники стала радиоспектроскопия, давшая многие экспериментальные методы для работы с молекулярными и атомными пучками (И. Раби, 1937) и поставившая задачу создания квантовых стандартов частоты и времени. Также в 1944 году Е. К. Завойским был открыт электронный парамагнитный резонанс.

### Мазеры
Датой рождения квантовой электроники можно считать 1954 год, когда Н. Г. Басов и А. М. Прохоров в СССР и независимо Дж. Гордон (J. Gordon), Х. Цайгер (H. Zeiger) и Ч. Таунс (C. H. Townes) в США создали первый квантовый генератор (мазер) на молекулах аммиака. Генерация в нём осуществляется на длине волны 1,25 см, соответствующей переходам между состояниями молекул с зеркально симметричной структурой. Инверсия населённостей достигается за счёт пространственного разделения возбуждённых и невозбуждённых молекул в сильно неоднородном электрическом поле (см. эффект Штарка). Отсортированный молекулярный пучок пропускается через объёмный резонатор, служащий для осуществления обратной связи. Впоследствии были созданы и другие молекулярные генераторы, например мазер на пучке молекул водорода. Современные мазеры позволяют достигать стабильности частоты {\displaystyle \Delta \nu /\nu \approx 10^{-11}-10^{-13}}, что позволяет создавать сверхточные часы.
Следующим важным шагом в развитии квантовой электроники стал предложенный в 1955 году Н. Г. Басовым и А. М. Прохоровым метод трёх уровней, позволивший существенно упростить достижение инверсии и использовать для этой цели оптическую накачку. На этой основе в 1957—1958 годах Г. Э. Д. Сковилом (H. E. D. Scovil) и другими были созданы квантовые усилители на парамагнитных кристаллах (например, на рубине), работавшие в радиодиапазоне.

### Лазеры
Для продвижения квантовых генераторов в область оптических частот важной оказалась идея А. М. Прохорова об использовании открытых резонаторов (системы параллельных зеркал, как в резонаторе Фабри-Перо), крайне удобных для осуществления накачки. Первый лазер на кристалле рубина, дававший излучение на длине волны 0,6934 мкм, был создан Т. Майманом (Th. Maiman) в 1960 году. Оптическая накачка в нём реализуется при помощи импульсных газоразрядных ламп. Рубиновый лазер был первым твердотельным, также выделяются лазеры на неодимовом стекле и на кристаллах граната с неодимом (длина волны 1,06 мкм). Твердотельные лазеры позволили получить генерацию мощных коротких ({\displaystyle 10^{-9}} с) и сверхкоротких ({\displaystyle 10^{-12}} с) импульсов света в схемах модуляции добротности и синхронизации мод резонатора.
Вскоре А. Джаван (A. Javan) создал первый газовый лазер на смеси атомов гелия и неона (длина волны 0,6328 мкм). Накачка в нём осуществляется электронным ударом в газовом разряде и резонансной передачей энергии от вспомогательного газа (в данном случае — гелия) основному (неону). Среди других типов газовых лазеров выделяются мощные лазеры на углекислом газе (длина волны 10,6 мкм, вспомогательные газы — азот и гелий), аргоновые лазеры (0,4880 и 0,5145 мкм), кадмиевый лазер (0,4416 и 0,3250 мкм), лазер на парах меди, эксимерные лазеры (накачка за счёт распада молекул в основном состоянии), химические лазеры (накачка за счёт химических реакций, например, цепной реакции соединения фтора с водородом).
В 1958 году Н. Г. Басов, Б. М. Вул и Ю. М. Попов заложили основы теории полупроводниковых лазеров, а уже в 1962 году был создан первый инжекционный лазер [Р. Холл (R. N. Hall), У. Думке (W. L. Dumke) и др.] Интерес к ним обусловлен простотой в изготовлении, высоким КПД и возможностью плавной перестройки частоты в широком диапазоне (длина волны излучения определяется шириной запрещённой зоны). Существенным результатом является также создание в 1968 году лазеров на полупроводниковых гетероструктурах.
В конце 1960-х были разработаны и созданы лазеры на молекулах органических красителей, обладающие чрезвычайно широкой полосой усиления, что позволяет плавно перестраивать частоту генерации при использовании дисперсионных элементов (призмы, дифракционная решётка). Набор из нескольких красителей позволяет охватить весь оптический диапазон.

## Применения квантовой электроники
- Мазеры позволили улучшить чувствительность и стабильность работы радиоустройств, что нашло применение в радиоастрономии (открытие реликтового излучения и межзвёздного водорода) и космической связи.
- Лазеры позволили достичь напряжённостей электрического поля, сравнимых с внутриатомными, при которых свойства вещества начинают зависеть от интенсивности световой волны: проявляются эффекты нелинейной оптики. Они позволяют исследовать вещество и управлять характеристиками светового пучка (многофотонные процессы, явления насыщения и резонансного просветления, генерация гармоник, суммарной и разностной частоты, параметрическая генерация света, явления самофокусировки, вынужденное рассеяние света и т. д.)
- Лазеры используются для создания и управления высокотемпературной плазмы, в том числе для целей термоядерного синтеза.
- Квантовая электроника привела к существенному повышению разрешения спектроскопических систем (лазерная спектроскопия).
- Монохроматичность лазерного излучения даёт возможность селективного воздействия на вещество, что находит применение в фотохимии и фотобиологии, лазерной очистке и лазерном разделении изотопов.
- Использование квантовой электроники в метрологии для создания квантовых стандартов частоты и времени, лазерных дальномеров, систем дистанционного химического анализа, лазерной локации.
- Лазеры широко используются в системах оптической связи и обработки информации, в которых сочетаются принципы волоконной и интегральной оптики.
- Высокая степень когерентности лазерных источников позволила осуществить идею голографии и голографических приборов.
- Лазеры находят множество применений в медицине (хирургия, офтальмология и т. д.) и технологии (сварка, резка и т. д.).

### Общие сведения и научно-популярная литература
- Квантовая электроника: Маленькая энциклопедия. — М.: СЭ, 1969.
- А. Пекара. Новый облик оптики. — М.: Советское радио, 1973.
- Н. В. Карлов. Квантовая электроника. // Физика микромира: Маленькая энциклопедия. — М.: СЭ, 1980. — С. 200—217.
- М. Е. Жаботинский. Квантовая электроника. Архивная копия от 4 октября 2009 на Wayback Machine // Физическая энциклопедия. — Т. 2 — М.: СЭ, 1990. — С. 319—320.

### Монографии
- Н. В. Карлов, А. А. Маненков. Квантовые усилители. — М.: 1966.
- Н. Бломберген. Нелинейная оптика. — М.: 1966.
- В. В. Григорьянц, М. Е. Жаботинский, В. Ф. Золин. Квантовые стандарты частоты. — М.: 1968
- Р. Пантел, Г. Путхоф. Основы квантовой электроники. — М.: Мир, 1972.
- Ф. Цернике, Дж. Мидвинтер. Прикладная нелинейная оптика. — М.: Мир, 1976.
- А. Ярив. Квантовая электроника. — М.: Советское радио, 1980.
- С. А. Ахманов, Н. И. Коротеев. Методы нелинейной оптики в спектроскопии рассеяния света. — М.: 1981.
- О. Звелто. Принципы лазеров. — М.: Мир, 1984.
- И. Р. Шен. Принципы нелинейной оптики. — М.: 1989.

### Статьи
- А. М. Прохоров, Н. Г. Басов. Молекулярный генератор и усилитель // УФН. — 1955. — Т. 57, № 3. — С. 485—501.
- А. М. Прохоров. Квантовая электроника // УФН. — 1965. — Т. 85, № 4. — С. 599—604.
- А. Шавлов. Современные оптические квантовые генераторы // УФН. — 1963. — Т. 81, № 12.
- Н. Г. Басов. Полупроводниковые квантовые генераторы // УФН. — 1965. — Т. 85, № 4.
- Ч. Таунс. Получение когерентного излучения с помощью атомов и молекул // УФН. — 1966. — Т. 88, № 3.
- Ч. Таунс. Квантовая электроника и технический прогресс // УФН. — 1969. — Т. 98, № 5.
- Н. В. Карлов, А. М. Прохоров. Лазерное разделение изотопов // УФН. — 1976. — Т. 118, № 4. — С. 583—609.
- А. М. Прохоров, Н. В. Карлов. Квантовая электроника и Эйнштейновская теория излучения // УФН. — 1979. — Т. 128, № 3.
- А. М. Прохоров. К 25-летнему юбилею лазера // УФН. — 1986. — Т. 148, № 1.
- А. А. Маненков. О роли электронного парамагнитного резонанса в становлении и развитии квантовой электроники: факты и комментарии // УФН. — 2006. — Т. 176, № 6.